# Kikue Yamakawa
Pour les articles homonymes, voir Yamakawa.
Kikue Yamakawa (山川 菊栄, Yamakawa Kikue), née le 3 novembre 1890 et morte le 2 novembre 1980, est une écrivaine, militante socialiste et féministe japonaise.

## Biographie
Petite fille de Nobutoshi Aoyama, un savant confucianiste, elle fait des études au Collège féminin anglais, actuellement Université pour femmes Tsudajuku. En 1916, elle épouse Hitoshi Yamakawa, un des fondateurs du premier Parti communiste japonais. En 1921, elle est un des fondatrices de l'"Association des Vagues Rouges" (赤瀾会, Sekirankai), association féministe d'extrême gauche. Dans les années 30, malgré les difficultés, elle maintient une attitude critique vis-à-vis du gouvernement et ne suit pas le nationalisme de certaines associations féministes japonaises, partisanes de l'impérialisme. En 1947, elle adhère au Parti socialiste japonais et exerce de hautes responsabilités au sein du nouveau Ministère du Travail. Dans ces fonctions, elle encourage la participation des femmes à la politique et aux activités citoyennes. En 1961, elle fonde le Fujin Mondai Kowakai, actuellement appelé Japan Women's Forum.

## Idées
Yamakawa a notamment été influencée par les écrits d'Edward Carpenter, dont elle traduisit partiellement en japonais The Intermediate Sex et Love's Coming-Of-Age, ainsi que par les livres de Mary Wollstonecraft.
Yamakawa a plaidé pour l'indépendance sociale des femmes, contre le dogme patriarcal de la protection des mères par l'État, ce qui a provoqué son éloignement de la "Société des Bas-Bleus" (Seitôsha). Dans les années 30, elle s'est heurtée à la misogynie des dirigeants communistes japonais en plaidant en vain pour la création de sections féminines dans les syndicats.

## Œuvre
- Kikue Yamakawa, Women of the Mito Domain: Recollections of Samurai Family Life (Stanford University Press, 2001)